# Lerstugesjön
Lerstugesjön är en sjö i Hjo kommun i Västergötland och ingår i Göta älvs huvudavrinningsområde. Sjöns area är 0,014 kvadratkilometer och den är belägen 185 meter över havet.